# Culex wilfredi
Culex wilfredi är en tvåvingeart som beskrevs av Donald Henry Colless 1965. Culex wilfredi ingår i släktet Culex och familjen stickmyggor.
Artens utbredningsområde är Thailand. Inga underarter finns listade i Catalogue of Life.